# Lennart Olofsson
Ernst Lennart Olofsson, född 15 juli 1916 i Karlskrona i Blekinge, död 21 juni 1988 i Mariannelund i Jönköpings län, var en svensk målare och tecknare.
Han var son till flaggunderofficeren Ernst Emil Olofsson och Anna Karlsson samt från 1942 gift med Anna-Kristina Norberg. Han studerade konst vid Tekniska skolan 1936–1940 och vid Grünewalds målarskola 1941–1942. Separat ställde han ut några gånger på Galerie Moderne i Stockholm samt på Nyköpings stadshotell. Han medverkade i samlingsutställningar arrangerade av Sveriges allmänna konstförening och i De Frias utställning på Modern konst i hemmiljö 1941 samt Nationalmuseums Unga tecknare. Tillsammans med några andra konstnärer från Blekinge genomförde han utställningen  Blekingarnas på Galerie Moderne. Hans konst består av stilleben, porträtt, aktstudier, figurer och landskapsskildringar från Skåne samt kusten och skärgården runt Nordingrå.